# Замок Ардамулліван

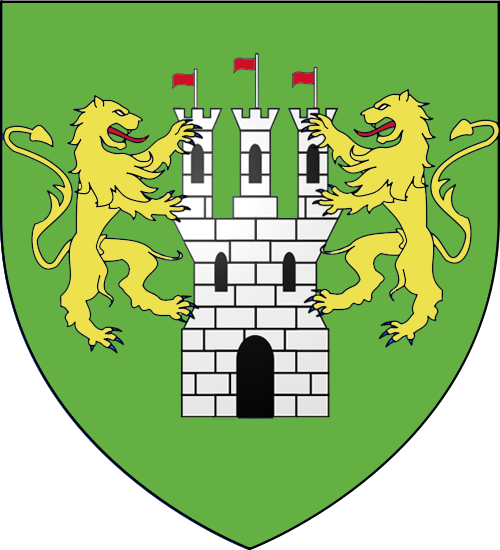
Герб вождів клану О'Шехнасах.

Замок Ардамулліван (англ. Ardamullivan Castle) — один із замків Ірландії. Розташований в графстві Ґолвей. Замок стоїть біля скелястого гірського масиву і лісу, біля селища Ґорт — на відстані 5 миль від нього, на південний захід від озера Лох-Кутра. Замок являє собою відреставрований шестиповерховий будинок у вигляді фортечної башти з вузькими бійницями. Крім цього, збереглись залишки фортечних мурів. Замок стоїть на вузькому скелястому виступі. Нині це пам'ятка історії та архітектури Ірландії національного значення.

## Історія замку Ардамулліван
Замок Ардамулліван був збудований в XVI столітті кланом Ві Шехнасах (О'Шонессі). Цей клан виник як гілка клану Кенел Аеда на г-Ехтге (ірл. — Cenél Áeda na hEchtge). Колись це був могутній клан і сильні володарі цих земель, аж поки вони не були розпорошені Олівером Кромвелем в 1652 році. Очевидно, збудував його вождь клану Роберт О'Шонессі. Замок вперше згадується в історичних хроніках у 1567 році в зв'язку зі смертю Роберта О'Шонессі — Руадрі Гілла Дув О'Шехнасах (ірл. — Ruaidhrí Gilla Dubh Ó Seachnasaigh). Йому успадкував Дермот О'Шонессі — Дермот Смаглявий, що був відомий ще як Дермот Королеви за його підтримку корони Англії. За це він став дуже непопулярним в Ірландії і отримав неприязнь і ненависть від інших ірландських кланів і від людей свого клану. Крім того, він зрадив доктора Крега — римо-католицького архієпископа Арми, що в той час переховувався від переслідування в лісах біля замку. У 1579 році Дермот О'Шонессі і його племінник Джон О'Шонессі, боролися один з одним в суперечці щодо володіння землями та замком. Боротьба привела до загибелі обох вождів клану. Замок занепав, поступово перетворювася на руїни, але був відновлений в ХХ столітті. Під час реставрації замку були виявлені фрески на 1 — 4 поверхах башти. Фрески схожі на розбиси стін абатства Аббейкнокмі, де зображено єпископа, сцени полювання на оленів, святий Крістофер, Страсті Господні. Замок є національною пам'яткою історії та культури Ірландії. Замок популярний серед туристів, що цікавляться історією Ірландії.